# Chim điên chân đỏ
Chim điên chân đỏ (danh pháp hai phần: Sula sula) là một loài chim ó biển thuộc chi Chim điên trong họ Chim điên (Sulidae), là một nhóm chim biển khá lớn. Như tên gọi đã cho thấy, chân của chúng màu đỏ, nhưng bộ lông thì có màu đa dạng. Chúng là loài chim mạnh mẽ khi bay nhưng lại chậm chạp khi cất hay hạ cánh. Chim điên chân đỏ là loài nhỏ nhất trong các loài chim điên, có kích thước dài khoảng 70 cm và sải cánh dài đến 1 m.

## Phân loại
Mô tả chính thức đầu tiên về chim điên chân đỏ là của nhà tự nhiên học người Thụy Điển Carl Linnaeus vào năm 1766 trong phiên bản thứ mười hai của Systema Naturae. Ông giới thiệu tên nhị thức Pelecanus sula. Loại địa phương là Barbados ở Tây Ấn. Chi hiện tại Sula được giới thiệu bởi nhà khoa học người Pháp Mathurin Jacques Brisson năm 1760. Từ Sula tiếng Na Uy là chim chim điên.
Có ba phân loài:
- S. s. sula (Linnaeus, 1766) – Quần đảo Caribbean và tây nam Đại Tây Dương
- S. s. rubripes Gould, 1838 – Thái Bình Dương nhiệt đới và Ấn Độ Dương nhiệt đới
- S. s. websteri Rothschild, 1898 – đông trung bộ Thái Bình Dương

## Chế độ ăn
Chim điên chân đỏ là thợ lặn ngoạn mục, lao xuống biển với tốc độ cao để bắt mồi. Chúng chủ yếu ăn cá nhỏ hoặc mực tập hợp thành nhóm gần bề mặt.

## Hình ảnh
- Tập tin:Red-footed Booby (Sula sula) flying.jpg

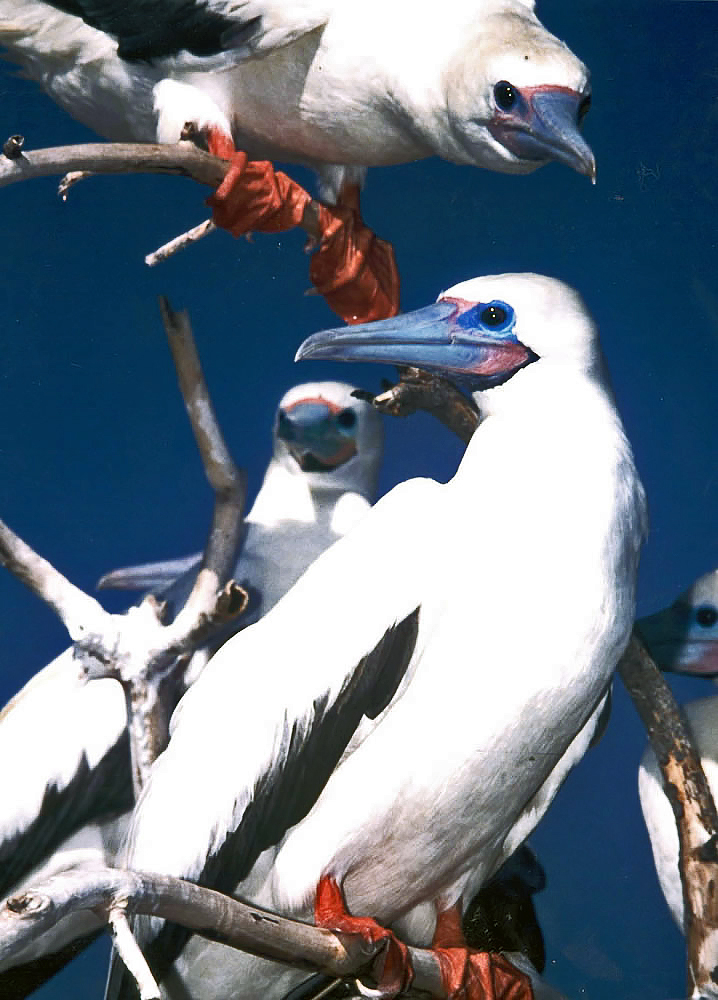
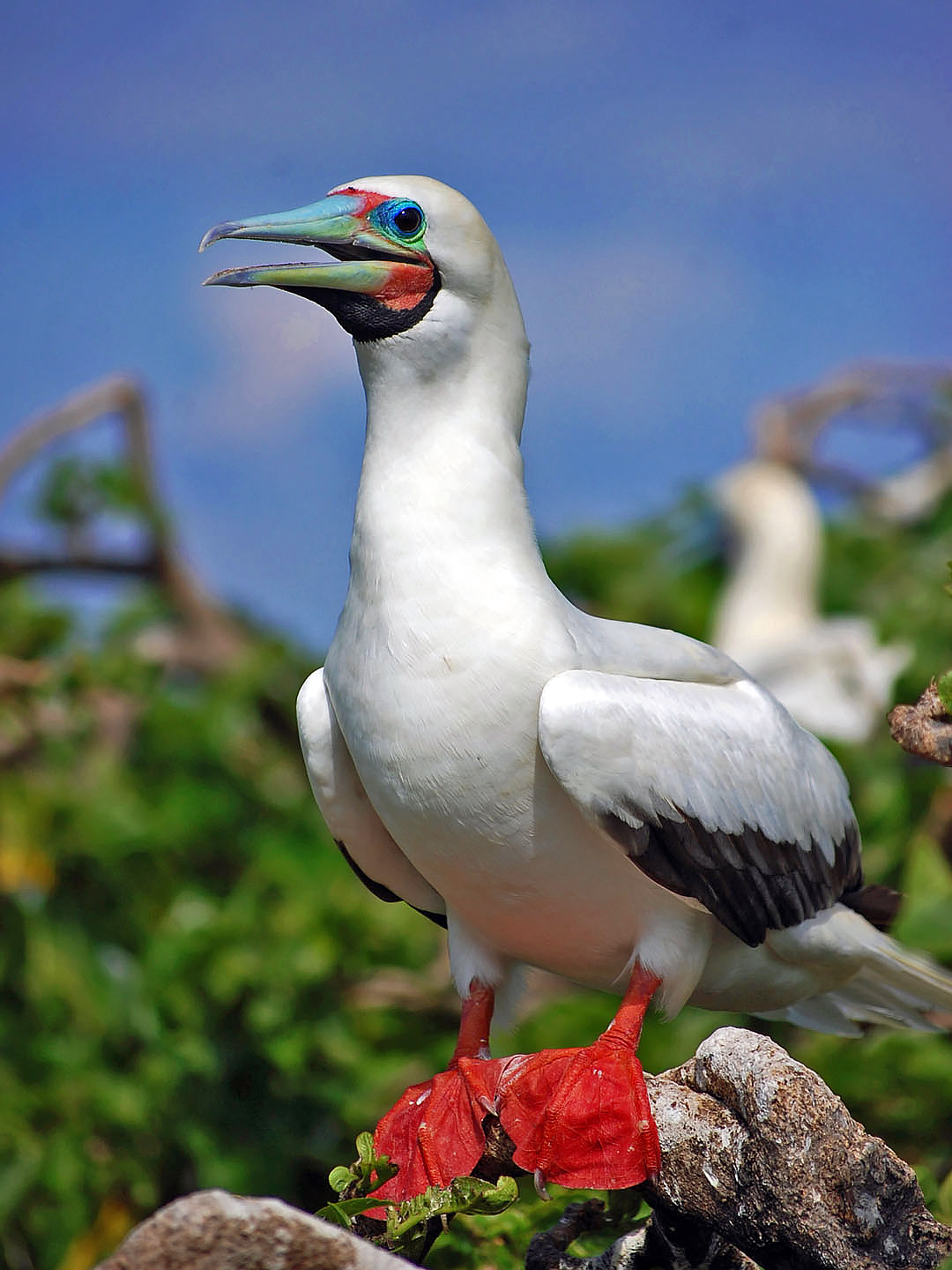
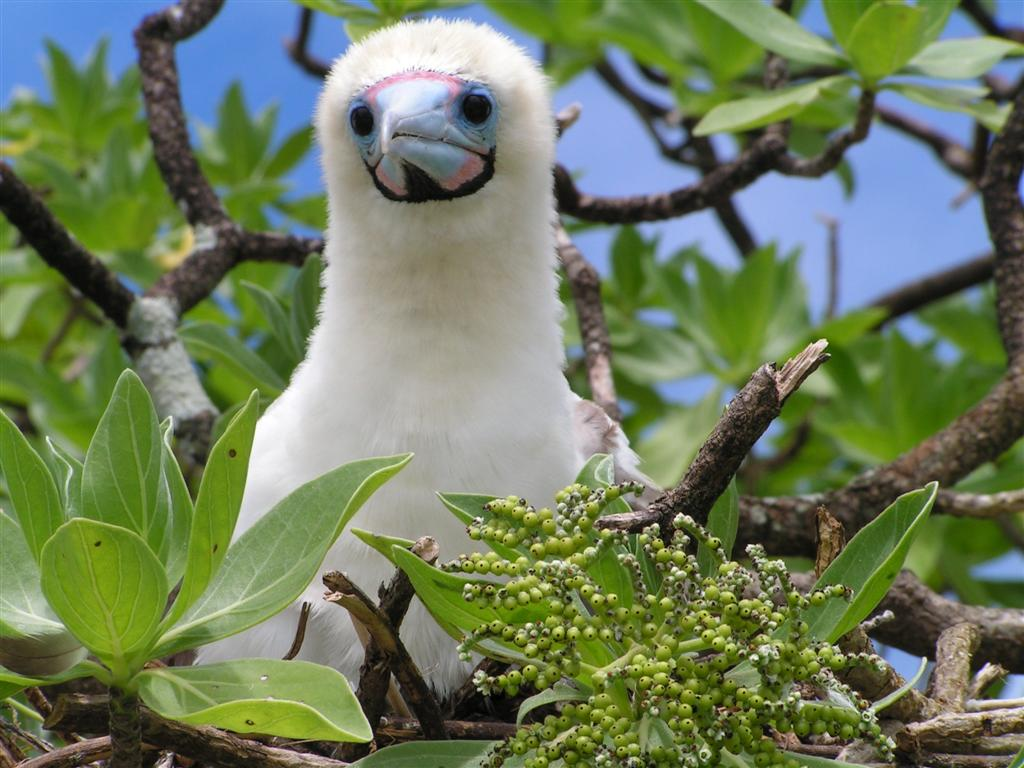
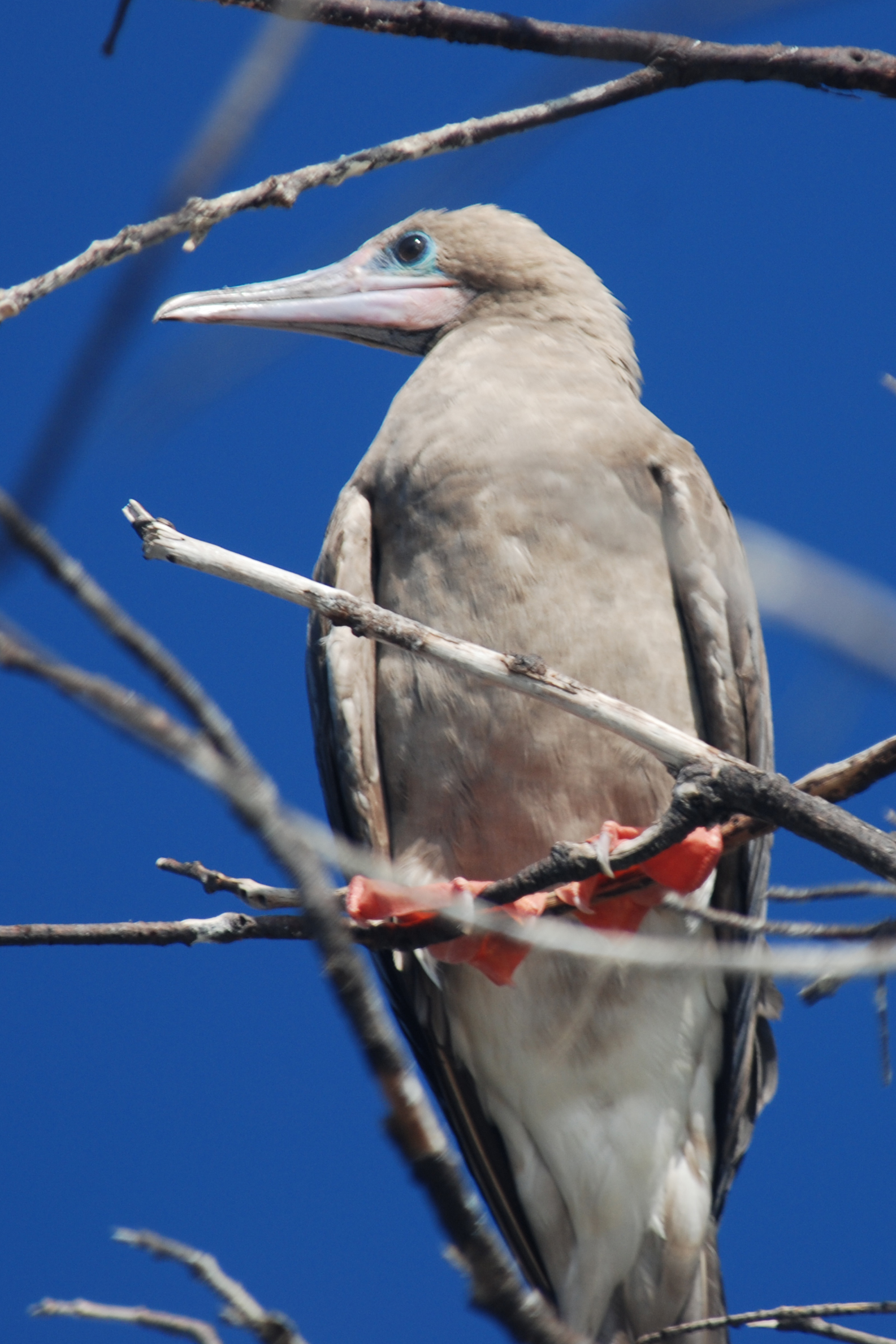
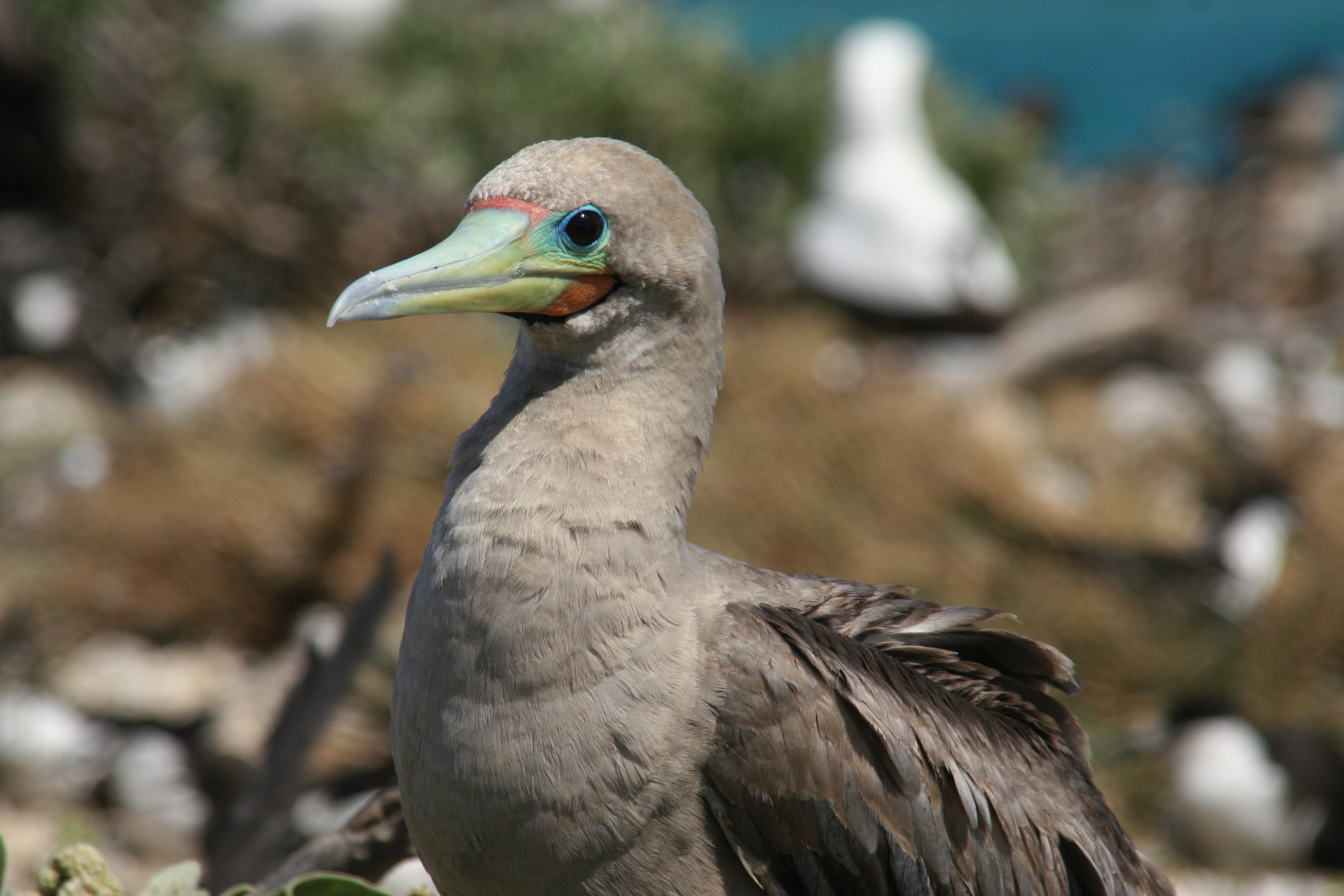
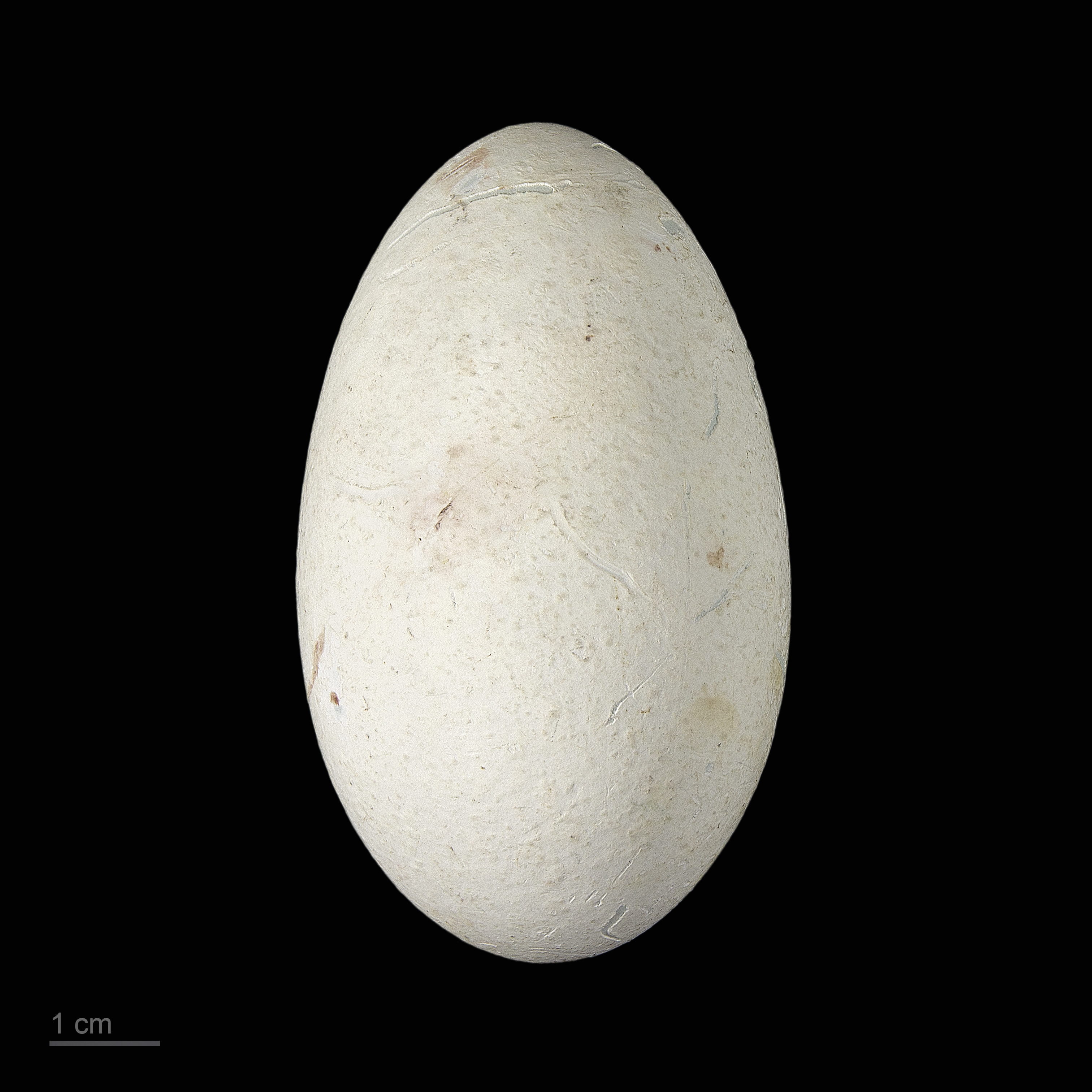
Museum specimen